# Montserrat Sanz i Borràs
Montserrat Sanz i Borràs és una arqueòloga catalana especialista en paleofauna.
Llicenciada per la Universitat de Barcelona, el 2013 va presentar la seva tesi doctoral titulada Patrons d’acumulació de restes de fauna del Plistocè superior al nord-est peninsular (àrea del Massís del Garraf-Ordal). És investigadora de la mateixa Universitat de Barcelona, així com també de les de Madrid i Lisboa, i ha descobert restes de Neandertals a Castelldefels i un crani d’un homínid de fa 400.000 anys a Portugal.
La seva àrea d’expertesa és la fauna paleolítica de la península Ibèrica, del Plistocè superior-mitjà. Ha analitzat la fauna, especialment dels grans vertebrats, i les relacions entre humans i animals en aquest període, i ha publicat estudis sobre carnívors i antropologia biològica.
L’any 2017 va obtenir el Premi Especial Ciutat de Castelldefels que atorga l’ajuntament de la ciutat.